# Нижнегерасимовский
Нижнегерасимовский — хутор в Иловлинском районе Волгоградской области России. Входит в состав Трёхостровского сельского поселения.
Население 52 чел. (2010) .

## География
Расположен в центральной части региона, в степной зоне, у реки Дон, на Донской гряде в южной части Приволжской возвышенности.
Уличная сеть состоит из семи географических объектов: Овражный пер., ул. Заречная, ул. Молодёжная, ул. Продольная, ул. Степная, ул. Центральная, ул. Южная.

## История
Во время Великой Отечественной войны Нижний Герасимов находился в зоне боевых действий Сталинградской битвы. Так, над уничтожением переправы фашистских войск через реку Дон на участке Нижний Герасимов — Лученский был задействован 285-й штурмовой авиационный полк.
В соответствии с Законом Волгоградской области от 14 марта 2005 года № 1027-ОД «Об установлении границ и наделении статусом Иловлинского района и муниципальных образований в его составе», хутор вошёл в состав образованного Трёхостровского сельского поселения.

## Население
| 2010 |
| ---- |
| 52   |

Гендерный состав
По данным Всероссийской переписи населения 2010 года в гендерной структуре населения из 52 человек мужчин — 25, женщин — 27 (48,1 и 51,9 % соответственно).
Национальный состав
Согласно результатам переписи 2002 года, в национальной структуре населения
русские составляли 91 % из общей численности населения в 120 чел..

## Инфраструктура
Развитое сельское хозяйство. Личное подсобное хозяйство.
Ведется газификация хутора. Строительство газопровода в х. Нижнегерасимовский включено в областную целевую программу «Газификация Волгоградской области на 2013—2017 годы»

## Транспорт
стоит на автодороге муниципального значения.
Просёлочные дороги.